# Donji Hasić
Donji Hasić (szerbül: Доњи Хасић), település Bosznia-Hercegovinában, Šamac községben, a Szerb Köztársaság északi régiójában.

## Fekvése
A település Bosznia-Hercegovina északi részén, Dobojtól légvonalban 44, közúton 63 km-re északkeletre, községközpontjától légvonalban 4, közúton 6 km-re délre, a Szávamenti-síkságon, 88-89 méteres magasságban fekszik.

## Népessége
| Nemzetiségi csoport | Népesség 1991 | Népesség 2013 |
| ------------------- | ------------- | ------------- |
| Szerb               | 13            | 5             |
| Bosnyák             | 0             | 0             |
| Horvát              | 978           | 241           |
| Jugoszláv           | 11            | 0             |
| Egyéb               | 27            | 8             |
| Összesen            | 1029          | 254           |

## Története
Egyes kutatások szerint a „Hasić” név a török „asi” szóhoz kapcsolódik (törökül asi fellázadó és adót nem fizető országot jelöl). Nevezetesen az Oszmán Birodalom idején a helyi bégek által bevezetett feudális adók elviselhetetlenül magasak voltak a lakosság számára (akár a teljes jövedelem/hozam kétharmadát is kitették!), így a jobbágylakosság egyre inkább fellázadt és megtagadta az adófizetést. Hasić lakói élen jártak ebben. A település népe örök engedetlenségének és lázadó jellegének emlékére Hasić ma is büszkén viseli ezt a nevet.
A mai Hasići területén már az őskorban is éltek emberek, ami arra utal, hogy hosszú civilizációs folytonosság van ezen a területen. Számos régészeti lelőhely tanúskodik erről. A Gornji Hasić déli szélén (Kruškovo Polje felé) található Kulište régészetileg feltárt lelőhelye, egyben Šamac környékének legrégebbi neolitikus települése. Azt is megállapították, hogy a réz- és bronzkorban élő emberek is hagyták maguk után kultúrájuk nyomait ezen a területen, és hogy a római korból és a középkori civilizációból származó maradványokat is találtak itt.
A siljevaci lelőhelyen, egy kiszáradt folyómeder mellett talált római kerámiák arra utalnak, hogy Hasići északi részén már a római korban is település állt. Az 1548-as török adóösszeírásban Hasić falu is szerepelt. „Asoje” alakban megtaláljuk egy 1718-ban készített osztrák térképen is.
A források arra utalnak, hogy Hasićot a török hatóságok telepítették le 1741 körül. A telepesek többsége Dalmáciából, Split és Omiš környékéről, kisebb részük pedig Hercegovinából érkezett. Az osztrák-magyar térképek szerint abban az időben a mai Hasić temető közelében, „Aisich” település mellett Dreschnizza (Drežnica) is ott volt, ami alátámasztja azt az elméletet, hogy a terület első telepesei Hercegovinából, pontosabban Drežnica (törökül: Drexniza) városából, Duvno plébániából érkeztek. Augustin Miletić püspök 1813-ból származó feljegyzése szerint a garevaci  káplánságban többek között mindkét Hasićit megemlíti, ahol összesen 62 katolikus ház és 417 katolikus élt, akik közül 243 felnőtt és 174 gyermek volt. 
A település 1878-ig tartozott az Oszmán Birodalomhoz. Ekkor a berlini kongresszus határozata alapján az Osztrák-Magyar Monarchia katonai uralma alá került, mely 1908-ban annektálta Bosznia-Hercegovinát. 1879-ben az első osztrák-magyar népszámlálás során az Orašjei járáshoz tartozó Hasić településnek, 50 háztartása, 247 római katolikus és 72 ortodox lakosa volt. 1910-ben a Bosanski Šamaci járáshoz tartozó településen 62 háztartást, 402 római katolikus, 10 ortodox és 1 muszlim lakost találtak. A monarchia szétesésével 1918-ban előbb a Szerb-Horvát-Szlovén Királyság, majd 1929-től a Jugoszláv Királyság része lett. 1921-ben a Bosanski Šamac-i járáshoz tartozó településnek 563 lakosa volt, közülük 462 római katolikus és 101 ortodox szerb volt. Az 1929-es törvény értelmében, amikor Bosznia-Hercegovinát négy banovinára, Drinskára, Vrbaskára, Zetskára és Primorskára osztották, a település a Vrbaska banovina (Orbászi Bánság) része lett, amelynek székhelye Banja Luka volt. 1939-ben a közigazgatás átszervezésével a Hrvatska banovina (Horvát Bánság) része lett. Az 1910-es térképek szerint Hasići tényleges „Felső” és „Alsó” részre történő felosztása valamikor a Jugoszláv Királyság időszakában, azaz 1918 után történt.
A második világháborúban Jugoszlávia megszállása után a Független Horvát Állam (NDH) része lett. A második világháború után 1992-ig a település a szocialista Jugoszlávia keretében a Bosznia-Hercegovinai Népköztársaság része volt. A boszniai háború idején a falu horvát lakosságát elűzték, templomukat pedig megrongálták. A boszniai háborút lezáró daytoni békeszerződés rendelkezése alapján az ország területét felosztották a Bosznia-hercegovinai Föderáció és a boszniai Szerb Köztársaság között. A területmegosztás eredményeként a település Šamac község részeként a Szerb Köztársaság területéhez került.

## Sport
Az NK Mladost Hasić labdarúgóklubot 1954-ben alapították.

## Nevezetességei
- Szent Antal tiszteletére szentelt római katolikus temploma a tišinai plébánia filiája. A templom csodával határos módon szinte érintetlenül maradt a boszniai háborúban. A háború után a külső homlokzatot kijavították, befejezték a tornyot, felújították a torony rézburkolatát, valamint az egész templom körüli ereszcsatornákat. A templomot kívül-belül újrafestették. Új padokat, oltárt és szószéket, valamint egy 210 kilogrammos harangot vásároltak.[11]